# На рубу памети (ТВ филм из 1993)
„На рубу памети” је хрватски ТВ филм из 1993. године. 

## Улоге
| Глумац          | Улога |
| --------------- | ----- |
| Божидар Бобан   |       |
| Зоран Чубрило   |       |
| Љубомир Керекеш |       |
| Јагода Краљ     |       |
| Томислав Липљин |       |
| Стојан Матавуљ  |       |
| Игор Месин      |       |
| Борис Михољевић |       |